# Olieslagerslaan (Haarlem)
De Olieslagerlaan is een straat in de Noord-Hollandse plaats Haarlem. De straat ligt in de Koninginnebuurt en de wijk Haarlemmerhoutkwartier in het stadsdeel Zuid-West. De straat loopt vanaf de Wagenweg richting de Leidsevaart.
De straat is al aanwezig op de oudste kadastrale kaarten uit 1832, en hield toen op bij de percelen van Villa Zwanenburg en Huize Vaartzicht. Beiden zijn gelegen aan de Leidsevaart. Het laatste stukje van de straat is hernoemd tot het Zwanenburgplantsoen. De straat hield sindsdien op bij de Koninginneweg.
In de jaren 1907-1908 werd aan de Olieslagerslaan een nieuw onderkomen voor het Gereformeerd- of Burgerweeshuis gebouwd. Dit rijksmonumentale gebouw staat hedendaags bekend als het Coen Cuserhof. Dit huis werd gebouwd nadien het Oudemannenhuis aan het Groot Heiligland waar het sinds 1810 gevestigd was te klein werd.